# Рипънска катедрала
Рипънската катедрала (на английски: Ripon Cathedral) е англиканска църква в град Рипън, Англия, кокатедрала на Лийдския диоцез.
Построена е през 1160-1547 година в ранноготически стил на мястото на няколко по-ранни църковни сгради, първата от която е строена от свети Уилфрид Йоркски през 672 година.